# Region Vorderpfalz
Die Region Vorderpfalz war eine Planungsregion in Rheinland-Pfalz, die im Rahmen des Regionengesetzes 1968 eingerichtet wurde. Sie ging 1977 in der Region Rheinpfalz auf. Sie bestand aus den Landkreisen Frankenthal (Pfalz), Ludwigshafen, Neustadt und Speyer, sowie den kreisfreien Städten Frankenthal (Pfalz), Ludwigshafen am Rhein, Neustadt an der Weinstraße und Speyer. Am 7. Juni 1969 entstand der neue Landkreis Bad Dürkheim, der die Landkreise Neustadt und Frankenthal (Pfalz) ersetzte, und der Landkreis Speyer wurde dem Landkreis Ludwigshafen zugeschlagen.